# Muzeum T. G. M. Rakovník
Muzeum T. G. M. Rakovník je kulturní instituce v Rakovníku, která je zaměřena především na rakovnický region a osobnost T. G. Masaryka. 

## Struktura muzea
Hlavní budova muzea na Žižkově náměstí je chráněna jako kulturní památka České republiky, administrativně sídlí ale na ulici Vysoká a své expozice má umístěny i v dalších objektech města. V roce 1984 k němu bylo připojeno také několik poboček: Muzeum Nové Strašecí, Vlastivědné muzeum Jesenice a Památník Joachima Barranda ve Skryjích, v roce 1998 také Pamětní síň Jaroslava Fraňka v Nezabudicích a v roce 2003 k nim přibylo Muzeum T. G. Masaryka v Lánech s Pamětní síní Alice Garrigue Masarykové a Českého červeného kříže. Naopak v roce 1991 se od něj oddělila Rabasova galerie.

## Historie a expozice
Muzeum v Rakovníku, původně městské, později okresní a od roku 2002 Muzeum T. G. M. Rakovník, vzniklo v souvislosti s přípravami a sběry na Národopisnou výstavu českoslovanskou v Praze v roce 1895. Otevřeno bylo slavnostně v budově chlapecké školy 24. července 1898 u příležitosti 100. narozenin Františka Palackého. Po několika stěhováních sbírek a expozic se v roce 1936 definitivně přestěhovalo do barokní budovy dřívějšího paláce cisterciáků z kláštera v Plasích u Pražské brány, která je jeho hlavní budovou dodnes. Původně zde od 16. století stávala fara, resp. děkanství, která byla za třicetileté války zničena. Až v roce 1781 si zde mniši vystavěli dům, který jim měl sloužit k odpočinku, když cestovali do Prahy. Po zrušení kláštera se v něm postupně provozovala textilní výroba, hostinec, tiskařství a později pošta, proto se mu říkalo i „Stará pošta“. Před převzetím muzeem sloužil městské chudině a chátral.
V průběhu 20. století prošly expozice rakovnického muzea několika proměnami poplatnými době. V současnosti prezentuje několik stálých expozic od gotického suterénu po barokní mansardu se zaměřením na regionální specifika: „Geologie a hornictví“, „Voda v krajině a rybářství“ (s živými zástupci ryb v několika akváriích), „RAKO 1883 – 2003“, „Příroda Rakovnicka“ (s živými zástupci hadí říše v několika teráriích), „Vývoj Rakovnicka od pravěku do 19. století“ a „Bitva u Rakovníka 1620“. Na nádvoří jsou v lapidáriu vystaveny původní architektonické prvky z Vysoké brány a kamenná pec z archeologického výzkumu slovanské chaty v Roztokách u Prahy, v několika voliérách jsou tu chováni zástupci ptačí říše (výr, hrdličky) a vstupuje se odtud do sousedící Pražské brány s expozicí věnovanou Sboru rakovnických ostrostřelců a se střelnicí pro děti i dospělé. Kromě toho hlavní budova nabízí dva výstavní prostory pro krátkodobé výstavy muzejního charakteru a umění (velká síň v mansardě a Petrovcova výstavní síň v přízemí).
Muzeum spravuje také malou nekuřáckou kavárnu Galerie Samson Cafeé, kde se konají krátkodobé výstavy menšího rozsahu převážně regionálních výtvarníků, literární a hudební autorské večery, autogramiády a prezentační akce muzea. Objektu dala jméno rodina Samsonů, která ve městě žila v 16. a 17. století, jejíž členové zastávali v Rakovníku významné úřady. Tento tzv. Samsonův dům patří k nejstarším městským dochovaným stavbám a je stejně jako Pražská a Vysoká brána památkově chráněn. Při opravách v průběhu 20. století byla na domě odkryta renesanční sgrafita znázorňující výjev ze života biblického Samsona.
Posledním objektem ve správě muzea ve městě je Vysoká brána, kde jsou kromě vyhlídky na město z jejího ochozu ve výšce 31 metrů v jednotlivých patrech rovněž k vidění muzejní expozice: „Gotická oltářní křídla z kostela sv. Bartoloměje v Rakovníku a sv. Vavřince v Senomatech“, „Rakovnické archeologické obrázky“, „Ostrostřelecké terče“ a „Fotografie starého Rakovníka“.
V průběhu roku muzeum nabízí množství doprovodných programů pro školy, přednášky, koncerty a akce pro veřejnost: cyklus letních koncertů Nokturna, Muzeum na dvoře, Muzejní noc, Festival duchovní hudby, Soutěž o nejchutnější a nekrásnější vánočku a Vysoká brána, kterou se každoročně zahajuje turistická sezóna ve městě. Administrativní budova, v níž sídlí vedení muzea a některá jeho oddělení, se nachází na ulici Vysoká v blízkosti Samsonova domu, ale stále na dosah od hlavní budovy s expozicemi na Žižkově náměstí.

## Fotogalerie

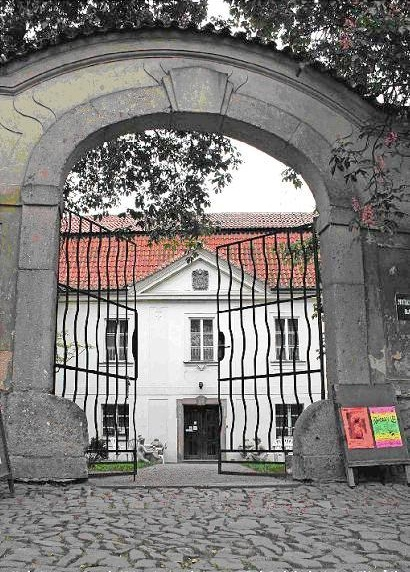
Vstup do hlavní budovy Muzea T. G. M. Rakovník
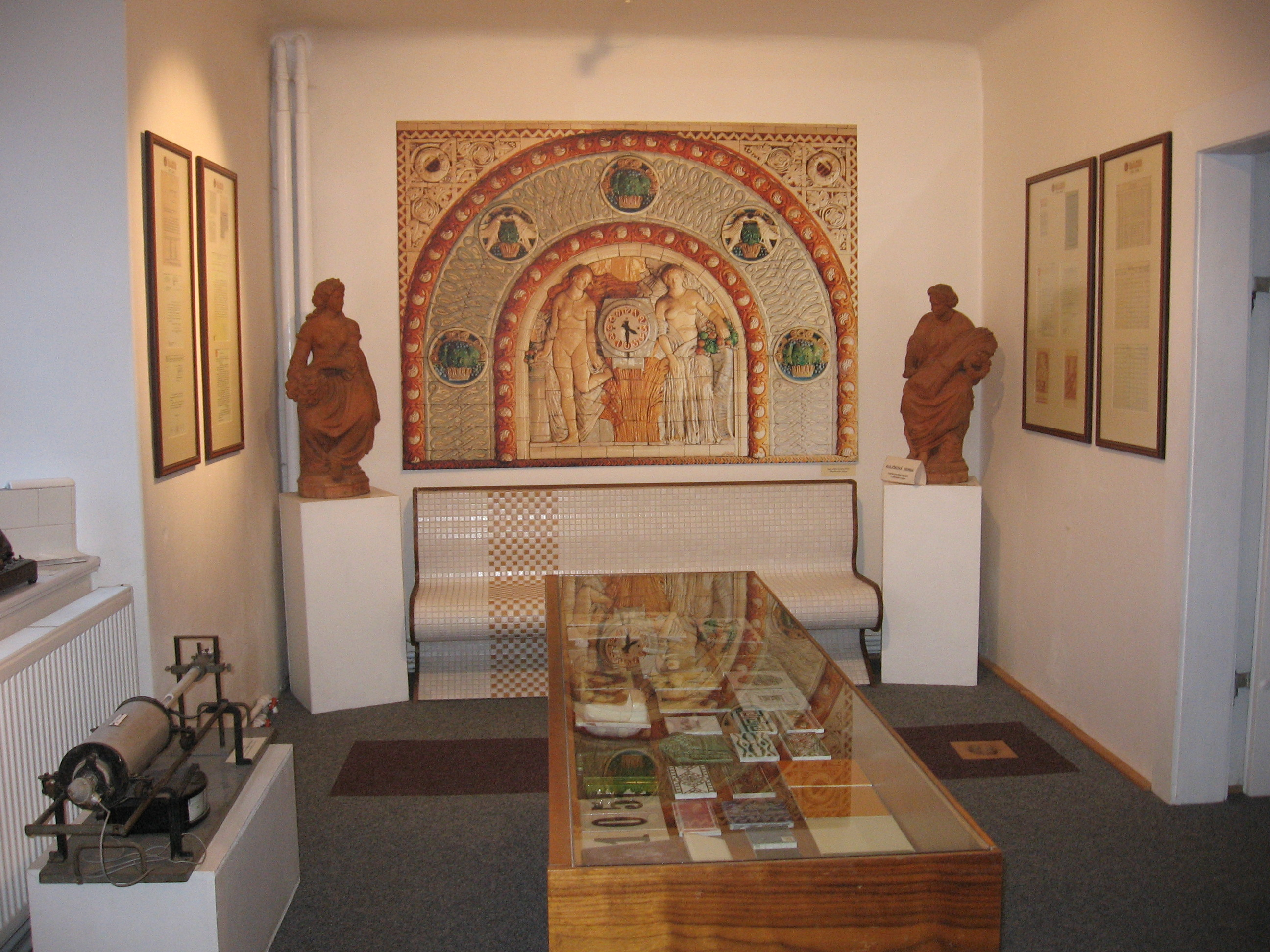
Muzeum T. G. M. Rakovník – pohled do expozice RKZ Rakovník
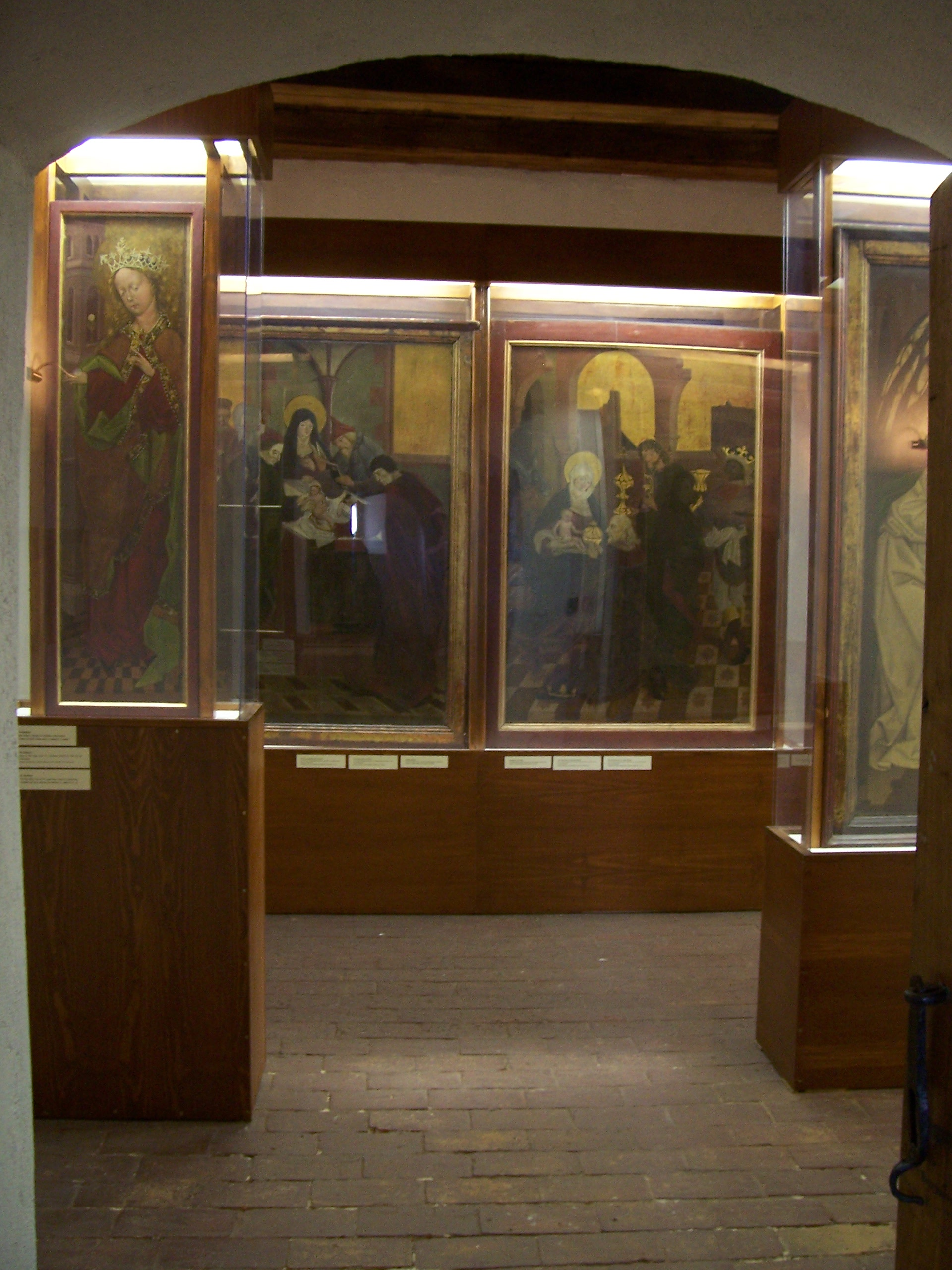
Vysoká brána – vstup do expozice gotických obrazů
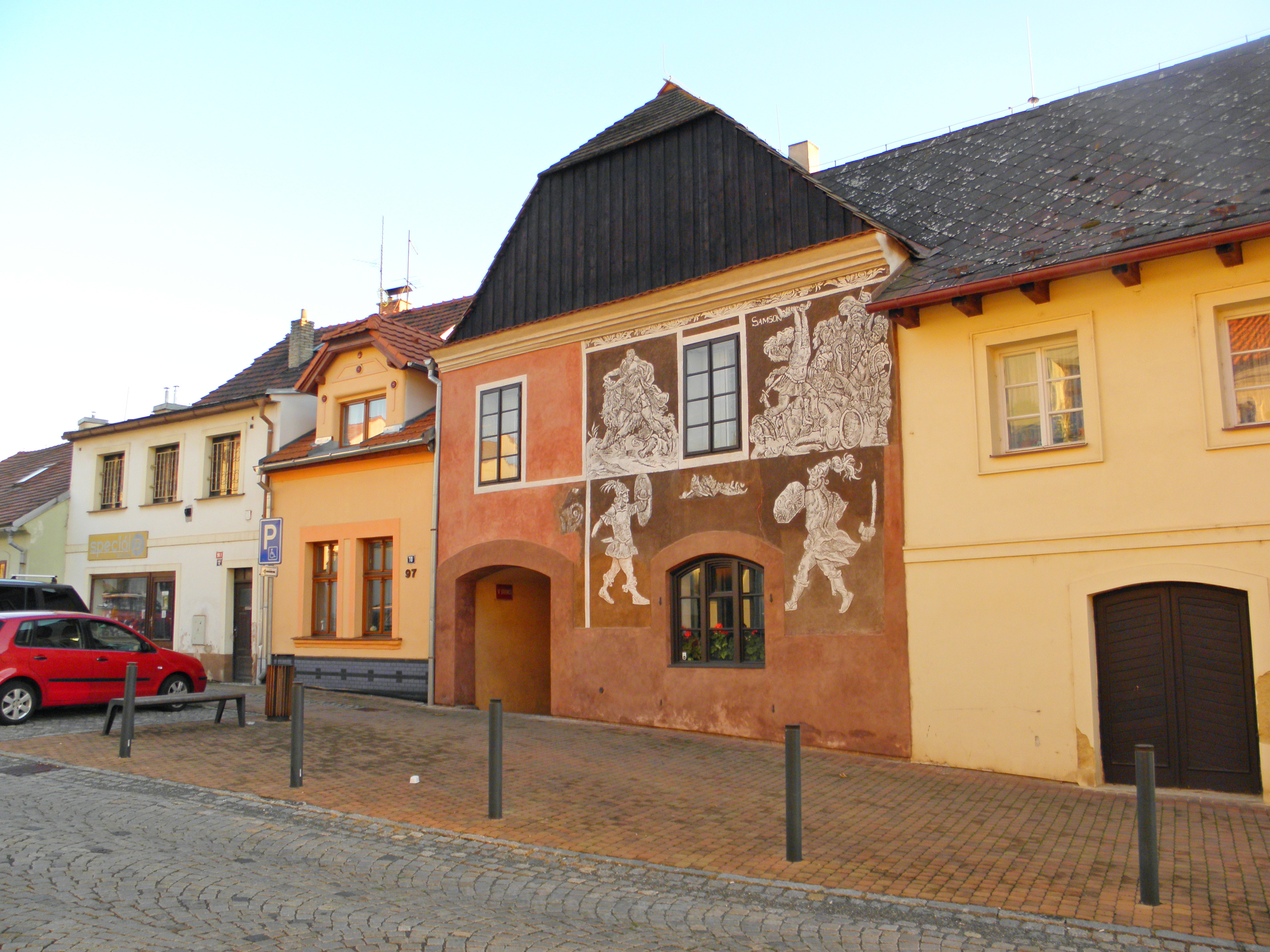
Galerie Samson Cafeé – dům s renesančními sgrafity
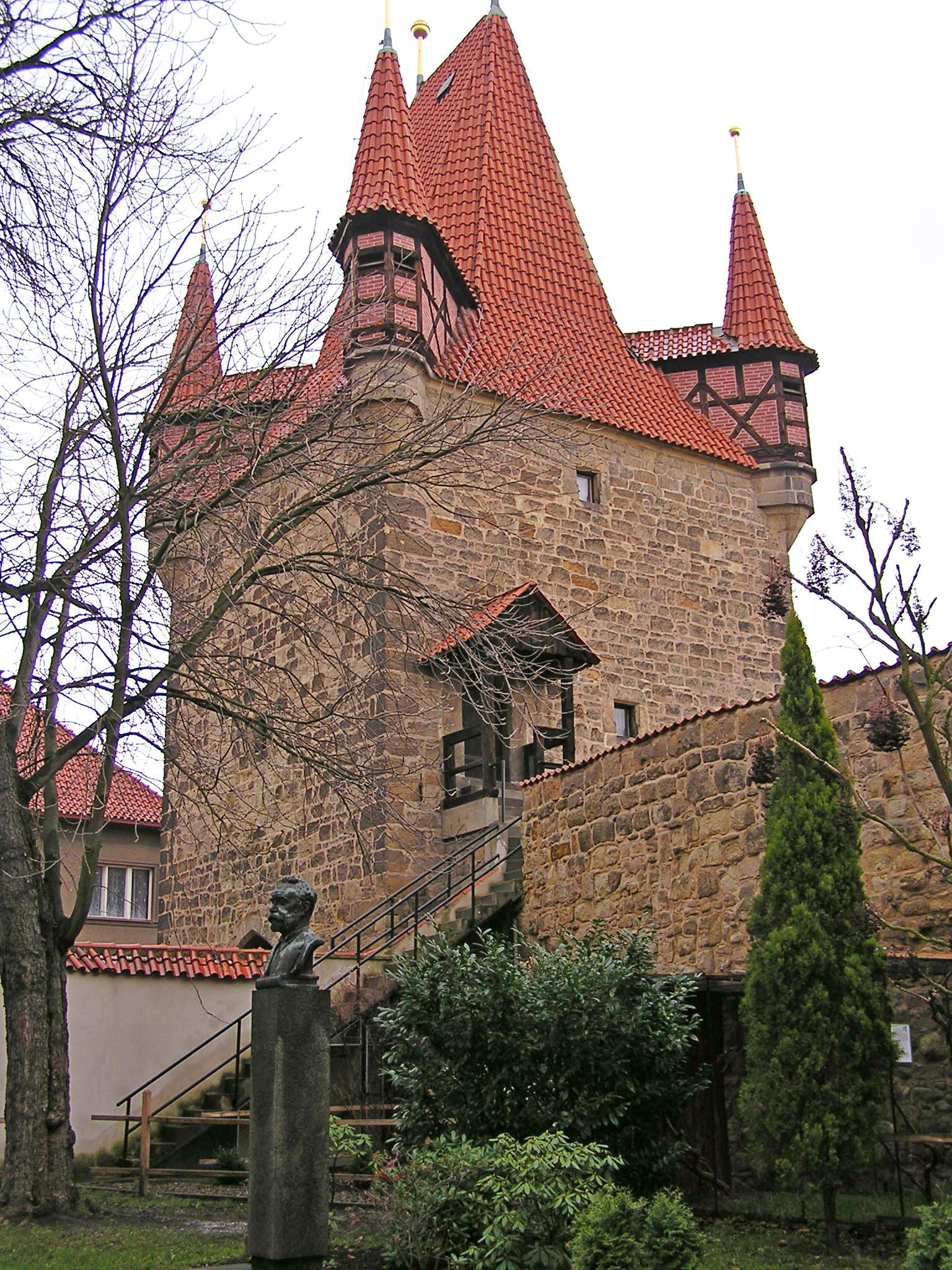
Kulturní památka Pražská brána